# Thorismund
Thorismund (451-453) was koning van de Visigoten. Hij volgde zijn vader Theodorik I op na diens dood in 451.

## Geschiedenis
Thorismund was de oudste zoon van koning Theoderik I. Van zijn leven en regeerperiode is niet veel bekend. Hij vocht mee aan de zijde van Aetius in de Slag bij Châlons. In deze veldslag sneuvelde zijn vader. Door het leger werd hij tot koning uitgeroepen. Na de overwinning op de Hunnen verliet Thorismund spoedig het strijdtoneel en keerde met de Visigotische troepen terug naar Toulouse. Hij wilde de vacant gekomen troon voor zichzelf veilig stellen om daarmee te verhinderen dat een van zijn broers zich tot koning benoemde. 
Begin 453, kwam hij met zijn leger in actie toen een groep Alanen, vazallen van de Hunnen op weg naar het zuiden waren. Hij  versloeg ze in de buurt van de Rhône. Thorismund regeerde kort, slechts twee jaar en stierf een natuurlijke dood. Zijn broer Theodorik II volgde hem op 453.